# ريش زغبي

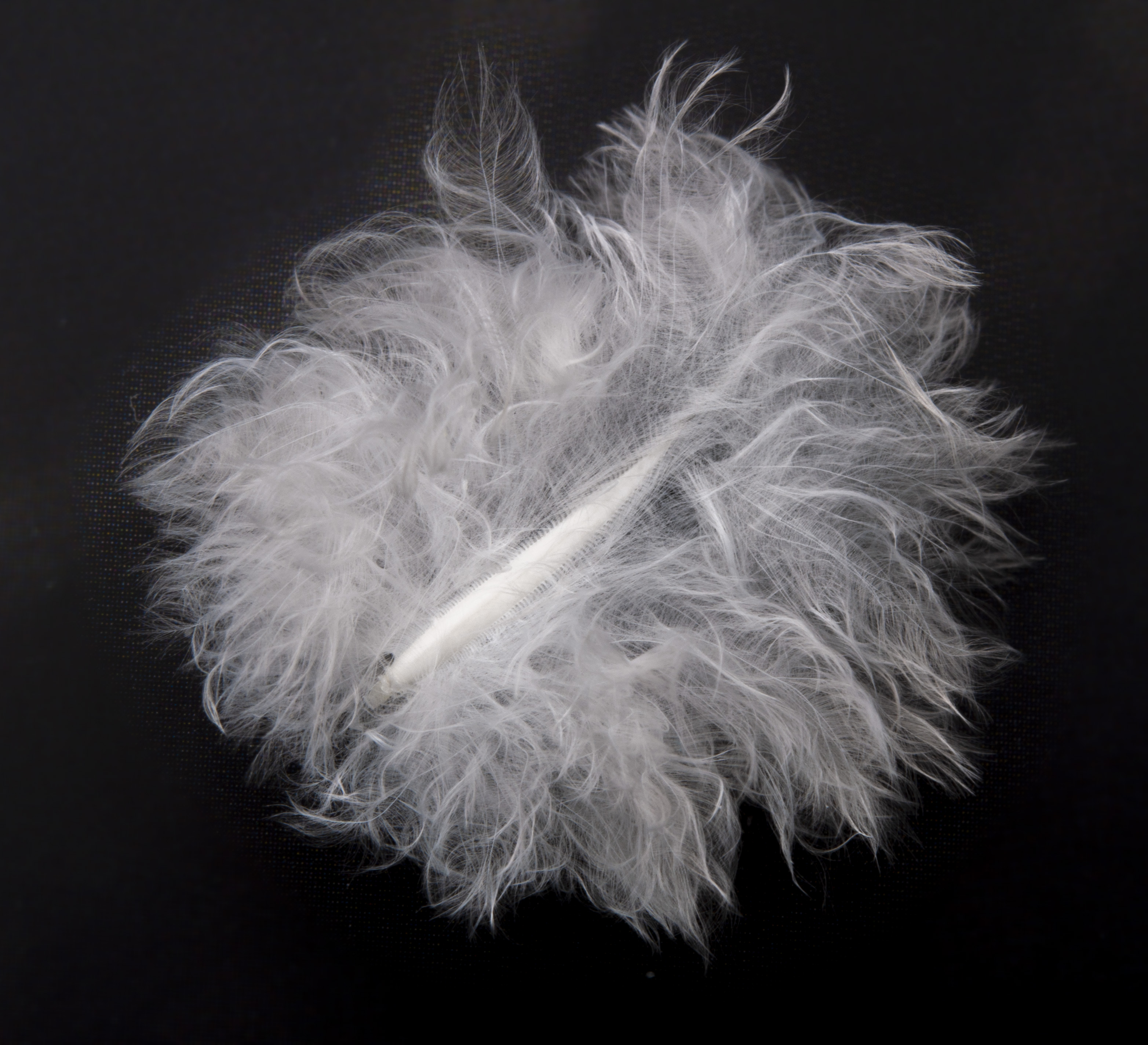

ريش زغبي أو الزَّغب أو السُّخَام هي طبقةٌ من الريش الناعم توجد تحت الريش الخارجي الأكثر صلابة. الزغب يكسو الطيور الصغيرة جدا. والزغب السحوق هو نوع خاص من الزغب لا يوجد إلا في مجموعات قليلة من الطيور. يستخدم الزغب عازلًا حراريًا وبطانة جيدة، ويستخدم في كثير من السلع مثل السترات وكسوات الأسرة (ألألحفه وأغلفة المراتب) والوسائد وأكياس النوم. يشير اكتشاف الريش المحصور في الكهرمان القديم إلى أن بعض أنواع الديناصورات ربما كانت تمتلك زغبا يشبه الريش.